# Crataegus poplavskae
Crataegus poplavskae är en rosväxtart som beskrevs av Nikolai Nikolaievich Tzvelev. Crataegus poplavskae ingår i Hagtornssläktet som ingår i familjen rosväxter. Inga underarter finns listade i Catalogue of Life.